# Будники (Волынская область)
Будники (укр. Бу́дники) — село в Ровненской сельской общине Ковельского района Волынской области Украины.
До 2020 года входило в Любомльский район.
Код КОАТУУ — 0723385903. Население по переписи 2001 года составляет 197 человек. Почтовый индекс — 44312. Телефонный код — 3377. Занимает площадь 0,53 км².